# جورج هوغن (لاعب كرة قاعدة)
جورج هوغن (بالإنجليزية: George Hogan)‏ هو لاعب كرة قاعدة أمريكي، ولد في 25 سبتمبر 1885 في ماريون في الولايات المتحدة، وتوفي في 22 فبراير 1922 في برتلسفيل في الولايات المتحدة.

## وصلات خارجية
- جورج هوغن على موقعبيزبول رفرنس.كوم (الدوري الرئيسي) (الإنجليزية)
- جورج هوغن على موقعبيزبول رفرنس.كوم (الدوري الثانوي) (الإنجليزية)